# Tricoma major
Tricoma major är en rundmaskart som beskrevs av Nathan Augustus Cobb 1912. Tricoma major ingår i släktet Tricoma och familjen Desmoscolecidae. Inga underarter finns listade i Catalogue of Life.